# مذبحة نافارين
مذبحة نافارين واحدة من سلسلة المذابح التي وقعت في أعقاب اندلاع حرب الاستقلال اليونانية، والتي أسفرت عن إبادة السكان الأتراك المدنيين الذين كانوا يسكنون المنطقة في السابق.

## حصار المدينة
قبل استسلام قلعة نافارين، اضطرت العديد من العائلات التركية بسبب الجوع إلى الهروب ورمي نفسها تحت رحمة اليونانيين في الحي. ومع ذلك ، تم ذبحهم. عرض الأتراك ، الذين كانوا في آخر نهاية للمجاعة ، أن يستسلموا. اقترح اليونانيون اتفاقية يمنح بموجبها تسليم الأتراك ممرًا آمنًا لمصر. عندما انتهى الاستسلام ، تخلى الأتراك في المدينة عن جميع الممتلكات العامة في القلعة ، وكل أموالهم ، وصحنهم ، ومجوهراتهم. ومع ذلك لم يكن لدى اليونانيين النية ولا حتى وسائل توفير هذا الممر الآمن الموعود.
أحد المفاوضين اليونانيين ، بونيوبولوس ، تفاخر بعد سنوات إلى الجنرال توماس جوردون بأنه قام بتدمير نسخة الاستسلام المقدمة للأتراك حتى لا يبقى أي إثبات على أي صفقة من هذا القبيل قد تم إبرامها.

## مذبحة الأتراك
عندما فتحت البوابات في 19 أغسطس 1821 ، اندفع الإغريق وقتلوا جميع السكان، الذين يبلغ عددهم حوالي 3000 ، باستثناء 160 تركيا هم الذين تمكنوا من الفرار.

لاحظ المؤرخ جورج فينلاي أن قس يوناني يدعى فراتنزيس كان شاهد عيان للمذابح. استنادا إلى الأوصاف التي قدمها فراتنزيس ، كتب: 
وهرعت النساء اللواتي جرحن بالكرات الملوثة وطعنات السيوف إلى البحر سعيا للهروب وتم إطلاق النار عليهم عمدا. الأمهات سلبت ملابسهن ، حيث غرق الأطفال في أذرعهم في البحر لإخفاء أنفسهم من العار، وجعلتهم هدف للقناصين بالبنادق اللاإنسانيين. استولى اليونانيون على الرضع من ثدي أمهم وحطموهم في الصخور. تم إلقاء الأطفال ، الذين تتراوح أعمارهم بين ثلاث وأربع سنوات في البحر وتركوهم ليغرقوا. عندما انتهت المجزرة ، جرفت الجثث على الشاطئ ، و تكدست على الشاطئ ، مهددة أن تسبب وباء ...